# Audley’s Castle

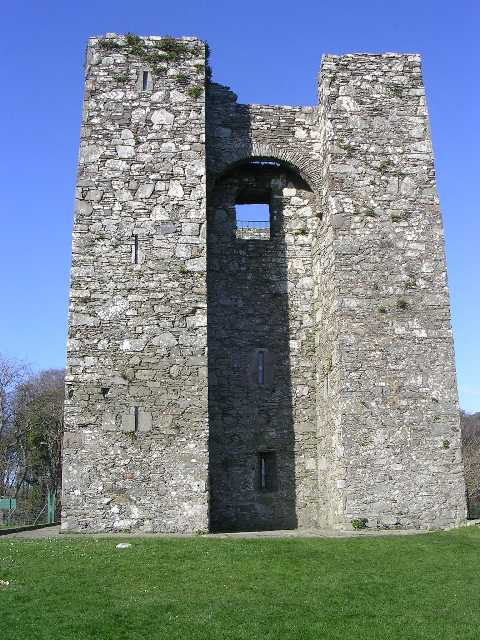
Audley’s Castle

Audley’s Castle ist eine Burg aus dem 15. Jahrhundert, etwa 1,6 km nordöstlich vom Dorf Strangford im nordirischen County Down. Sie liegt auf einer felsigen Anhöhe über dem Strangford Lough. Es handelt sich um einen dreistöckigen Wohnturm, der nach seinem Eigentümer aus dem 16. Jahrhundert, John Audley, benannt ist. Der Wohnturm und der Bawn (Kurtine) von Audley’s Castle sind ein State Care Historic Monument im Townland von Castleward im District Newry, Mourne and Down.
In der irischen Landschaft gibt es Tausende kleiner Steintürme ähnlich Audley’s Castle, was darauf hinweist, dass sie nicht Gebäude für den Hochadel, sondern für den niederen Adel, waren. Die meisten von ihnen wurden im Spätmittelalter (etwa 1350–1550) gebaut. Audley’s Castle entstand gegen Ende dieses Zeitraums.

## Konstruktion

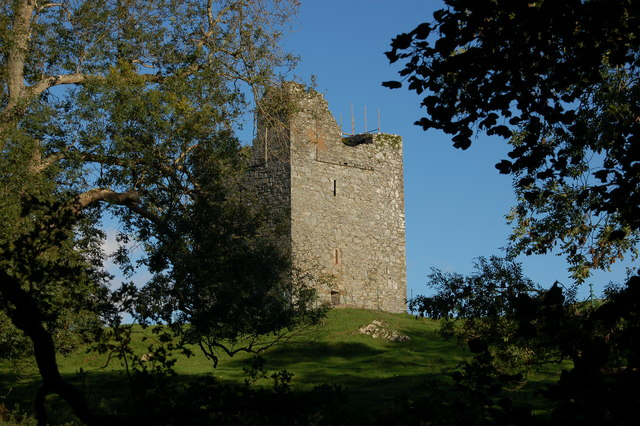
Audley’s Castle

Audley’s Castle besteht aus einem Wohnturm in einem Bawn, der durch eine dünne Mauer umschlossen wird, die mit einem einfachen Tor versehen ist. Im Süden wird die Burg durch eine Felsklippe geschützt. Die Steinmauern des Bawn sind bis auf niedrige Fundamente zusammengebrochen, aber man kann die rechteckige Auslegung noch sehen. Auf der Südostseite des Bawn liegen die Fundamente eines Nebengebäudes, vermutlich einer Scheune oder eines Bedienstetenhauses. Der Wohnturm befindet sich in der Nordecke des Bawn. Die Südostfassade des Wohnturms wird von zwei hervortretenden, quadratischen Tourellen bestimmt, die durch einen Bogen auf der Ebene der Brüstung verbunden sind, ein Maschikuli, durch den Gegenstände auf jeden Angreifer auf die Tür in der südlichen Tourelle darunter geworfen werden konnte. Der Raum im Erdgeschoss ist über eine kleine Lobby erreichbar, die eine Meurtrière im Dach hatte. Der Raum ist durch schmale Schießschartenfenster belichtet und mit einem Wandschrank sowie einem Kleiderschrank ausgestattet. In der südlichen Tourelle befindet sich eine Wendeltreppe, die zu den beiden Kammern in den Obergeschossen und zum Dach führt.
Die Kammer im 1. Obergeschoss hat ein Tonnengewölbe, das gegen die Ausbreitung von Feuer schützen sollte. Eine Reihe von Kragsockeln und hervorstehenden Konsolen an den Wänden zeigen, wie das Gewölbe aufgebaut war. Fenstersitze, ein offener Kamin, zwei Schränke und eine Latrine (in der östlichen Tourelle) zeigen, dass die Kammer im 1. Stock der Hauptwohnraum in der Burg war. Die Kammer im 2. Stock hat keinen offenen Kamin, hat aber Fenstersitze und eine Latrine in der östlichen Tourelle. Sie könnte der Schlafraum gewesen sein. Über dieser Kammer ist das Dach mit einem Mauerumgang hinter einer Brüstung und höheren Ecktürmchen, die heute größtenteils zerstört sind. Die Burg hatte ein geneigtes Dach und, wie eine Zeichnung von 1840 zeigt, eine Giebelwand, die später einstürzte. Das Holzdach der Burg war vermutlich mit Schiefer, Holzschindeln, Steinen oder Reet gedeckt.
Der Wohnturm hat in jedem Stockwerk einen Hauptraum mit ein oder zwei Nebenräumen. Das Erdgeschoss hat kleine Fenster, keinen offenen Kamin und keine Latrine. Er diente wohl Lagerzwecken. Das Obergeschoss ist mit besseren Fenstern ausgestattet, ebenso wie mit einem offenen Kamin und Zugang zu einer Latrine: Dies war der Raum, in dem der Besitzer lebte und Gäste empfing. Er besitzt auch einen Ablauf für Schmutzwasser, sodass man annehmen kann, dass der große offene Kamin auch zum Kochen genutzt wurde. Das zweite Obergeschoss war vermutlich der Privatraum des Lords zum Schlafen und für das Familienleben. Diener und andere Personen konnten auf dem Dachboden wohnen. Eine Wendeltreppe führt zu den Räumen im 1. und 2. Obergeschoss und zum Dach. Der Raum im 1. Stock hat einen rekonstruierten Holzboden und ein Tonnengewölbe aus Stein.
Es gibt nur sehr wenig geschichtliche Informationen über die Gebäude im kleinen Hof um Audley’s Castle. Nur wenige Türme hatten überhaupt Hofwände und ihre Gebäude waren ganz sicher weniger wichtig als der Turm selbst. Die Türme in verschiedenen Teilen des Landes unterscheiden sich, wobei sich regionale Eigenarten erkennen lassen. Audley’s Castle mit seinen zwei Tourellen, die mit einem Bogen verbunden sind, ist von einer speziellen Bauform, die sich nur im County Down findet.

## Geschichte
Die Burg datiert vermutlich aus dem 15. Jahrhundert, aber ihre frühe Geschichte ist nicht bekannt. Sie wurde nach ihren Besitzern vom Ende des 16. Jahrhunderts, den Audleys, benannt. Dies war eine hiberno-normannische Familie, die im 13. Jahrhundert Land in der Gegend besaß. Man weiß allerdings nicht, ob sie die Burg gebaut haben. Im Jahre 1646 wurde Audley’s Castle mit dem umgebenden Anwesen an die Familie Ward verkauft und seit 1738 diente es als Blickfang auf dem weiten Blick über den künstlichen See von Castle Ward, Temple Water.